# ピシーナ
ピシーナ（伊: Piscina）は、イタリア共和国ピエモンテ州トリノ県にある、人口約3,400人の基礎自治体（コムーネ）。ピッシーナとも。

## 地理

### 位置・広がり

#### 隣接コムーネ
隣接するコムーネは以下の通り。
- アイラスカ
- クミアーナ
- フロッサスコ
- ピネローロ
- スカレンゲ

## 行政

### 分離集落
ピシーナには、以下の分離集落（フラツィオーネ）がある。
- Baudi, Bruera, Calvetti, Casevecchie, Crotti, Gabellieri, Gastaldi, Martini

## 姉妹都市
- Suardi、アルゼンチン 2006年